# Fekete csucsor
A fekete csucsor, fekete ebszőlő vagy kutyabogyó (Solanum nigrum) a burgonyafélék (Solanaceae) családjába tartozó gyomnövény, aminek mára már gyomirtószerekre rezisztens változatai is kifejlődtek.

## Élőhelye
Eurázsiai flóraelemként a Kárpát-medencében is őshonos. Meleg- és napfényigényes. Parlagokon, szántókon, szőlőben, de főleg kapásokban tenyészik. Növénykultúrákban a megjelenését megelőzhetjük, ha kiirtjuk az először a szemét- és trágyadombok környékén feltűnő példányait; hasznos ellene a magérlelést megakadályozó tarlóhántás. Nincs kitüntetett elterjedési területe: meghonosodott a világ megfelelő életfeltételeket biztosító területein. Főleg a nitrogéngazdag talajokat kedveli, a fizikai alkotókra kevésbé érzékeny. Egyaránt gyomosít homokon, hordalékon és öntéstalajokon, löszön, illetve vályogos és agyagos, kötöttebb talajokon is. A kimondottan „sovány” talajok kivételével mindenütt tenyészik.

## Megjelenése
Egyéves, magról szaporodó, és bár lágyszárú, de rostos, szegletes szára erősen fásul. A kopasz vagy pelyhes szára igen gyakran ágazik el közvetlenül a földfelszín (gyökérnyak) felett, s erőteljesen tör felfelé. Igen mély tónusú, sokszor szinte kékes árnyalatú sötétzöld levelei változatos alakúak, a horgas szőröktől molyhos tapintásúak. Közepes magassága 30–50 cm, de szélsőségesen kedvezőtlen körülmények közepette 10 cm, illetve nitrogéngazdag talajainkon akár 60–90 cm is lehet!
Erősen rostos gyökere igen rövid, de erősen elágazó. A gyökérnyak idősebb korban is lilás lehet. A gyökérnyak és a hegyesszögű hajtások alapi része könnyen törik.
Igen feltűnőek, élénk fehér, közepes méretű virágai erősen kontrasztosak a sötét lomblevelek előtt. Az öt sziromlevél keskeny, mélyen hasogatott, a tövén citromsárga középvonallal. A sugarasan részarányos sziromlevelek szétterülnek és hátrafelé görbülnek. Csészelevelei fele olyan hosszúak, mint a fehér sziromlevelek: az ötfogú csésze zöld. Az élénk aranysárga portokok feltűnően kiállnak a virágból.
A fekete csucsor szinte az egész vegetációs időszakban (kora nyártól az első őszi fagyokig) virágzik. A virágok a növény hajtásain forgóba rendeződve virítanak. A forgók jellemzően 3-5 (ritkábban 1–7) „miniatürizált burgonyavirágból” állnak.
A csírázó növény sziklevele széles lándzsás, vagy csúcsán kihegyezett ovális; a fonákja padlizsánlila. Az igen hosszú levélnyél erősen kiemelkedő főérben folytatódik. A csíranövény sziklevél alatti szára lilás; az apró mirigyszőröktől az egész csíranövény molyhos tapintású. Az első valódi lomblevél széles tojásdad alakú, ép szélű, és hegyes csúcsban végződik. Alapja lekerekített, vagy kissé szíves vállú. A valódi lomblevelek fonákján a főerek gyakorta lilásak-kékesek.
Termése sokmagvú, 5–6 mm átmérőjű, messziről is feltűnő, olajzöld–fekete bogyó. A tompa sárga, sárgás-barna, finoman és sűrűn pontozott magok szabálytalan oválisak, laposak, többnyire 1,5–2 mm-esek. Sok magot terem, és a magok akár 30-40 évig is életképesek maradnak. A csírázás a leggyakrabban május elejétől augusztus közepéig tart.
A növény rosszul, illetve nehezen regenerálódik.

## Gazdasági jelentősége
Erősen terjedő gyomnövényként legnagyobb problémát a rossz gyomelnyomó képességű burgonyatáblákon okozza, ugyanis a két növény nagyon közeli rokonsága (azonos nemzetség) megnehezíti a kémiai gyomirtást. Ennél komolyabb technológiai problémát már csak a jóval kisebb felületen termesztett orvosi csucsor (Solanum laciniatum Ait.) állományaiban okoz.
|  |  |